# Бакун Василь
Василь Бакун (нар. 17 січня 1897, Кутище, Бродський повіт — пом. 15 грудня 1976, Вінніпег, Канада) — військовик, громадський діяч.

## Життєпис
Народився в селі Кути (нині Бродівського району Львівської області). У час Першої світової війни в австрійській армії, служив у лавах 43-го гарматного полку.
Від початку лютого 1918 року в УГА, в ранзі вістуна-гарматника 4-ї батареї (командир пор. Грабовенський) 1-го гарматного полку відбув усі Визвольні змагання. Перейшов з УГА Збруч, брав участь у літній кампанії об’єднаних українських армій, пережив “чотирикутник смерті“, двічі хворів на тиф.
1926 року емігрував до Канади, поселився в Саскатуні, працював у СіЕнАр до 1949 року, тоді переселився до м. Вінніпега, де був чл. УНО, УСГ, Товариства українських ветеранів, катедри Св. Володимира й Ольги. Вів акцію допомоги українським видавництвам “Новий шлях“, Екран, УЕ, “КОДУС“.
Помер і похований у м. Вінніпег на цвинтарі Всіх Святих.